# HK Omskije Krylja
Hockeyklubben "Omsk Vinger" (russisk: Хоккейный клуб «Омские Крылья», tr. Khokkejnyj klub Omskije Krylja) er en russisk ishockeyklub, der blev stiftet i 2021 som nyt farmerhold for KHL-holdet Avangard Omsk. Klubben debuterer i det næstbedste russiske ishockeyliga, VHL, i sæsonen 2021-22 og har hjemmebane på Avangards hockeyakademi.
Klubbens navn blev valgt i en afstemning på sociale medier mellem dens fans, hvor "Omsk Vinger" fik 2.372 stemmer, mens de to andre muligheder, "Asgard" og "Gummi", modtog 2.267 hhv. 745 stemmer.
"Omsk Vinger" spillede sin første kamp den 27. juli 2021, hvor det blev til en sejr på 3-1 over de forsvarende VHL-mestre fra HK Jugra.